# Illa de Barnston
L'Illa de Barnston és una illa incorporada dins de la delimitació del Districte Regional del Gran Vancouver, a la Colúmbia Britànica, Canadà. Pertany a la demarcació territorial del districte electoral Gran Vancouver A, llevat de la reserva índia de Barnston Island 3.
És al costat del Riu Fraser, entre Surrey i Pitt Meadows. L'Illa de Barnston no té accés directe a la resta de l'Àrea Metropolitana de Vancouver, es pot accedir per mitjà d'un ferri que prové de Surrey.

## Demografia
L'Illa de Barnston va registrar una població de 155 habitants, segons el cens de població de 2001.